# Nephthea mollis
Nephthea mollis är en korallart som beskrevs av Macfadyan 1936. Nephthea mollis ingår i släktet Nephthea och familjen Nephtheidae. Inga underarter finns listade i Catalogue of Life.